# ATP6V1D
ATP6V1D (англ. ATPase H+ transporting V1 subunit D) – білок, який кодується однойменним геном, розташованим у людей на короткому плечі 14-ї хромосоми. Довжина поліпептидного ланцюга білка становить 247 амінокислот, а молекулярна маса — 28 263.
| 10         |  | 20         |  | 30         |  | 40         |  | 50         |
| ---------- |  | ---------- |  | ---------- |  | ---------- |  | ---------- |
| MSGKDRIEIF |  | PSRMAQTIMK |  | ARLKGAQTGR |  | NLLKKKSDAL |  | TLRFRQILKK |
| IIETKMLMGE |  | VMREAAFSLA |  | EAKFTAGDFS |  | TTVIQNVNKA |  | QVKIRAKKDN |
| VAGVTLPVFE |  | HYHEGTDSYE |  | LTGLARGGEQ |  | LAKLKRNYAK |  | AVELLVELAS |
| LQTSFVTLDE |  | AIKITNRRVN |  | AIEHVIIPRI |  | ERTLAYIITE |  | LDEREREEFY |
| RLKKIQEKKK |  | ILKEKSEKDL |  | EQRRAAGEVL |  | EPANLLAEEK |  | DEDLLFE    |

A: Аланін

D: Аспарагінова кислота

E: Глутамінова кислота

F: Фенілаланін

G: Гліцин

H: Гістидин

I: Ізолейцин

K: Лізин

L: Лейцин

M: Метіонін

N: Аспарагін

P: Пролін

Q: Глутамін

R: Аргінін

S: Серин

T: Треонін

V: Валін

Задіяний у таких біологічних процесах, як транспорт іонів, транспорт, транспорт протонів, біогенез та деградація війок. 
Локалізований у мембрані.